# Spies in Disguise
Spies in Disguise är en amerikansk datoranimerad film från 2019, producerad av Blue Sky Studios och utgiven av 20th Century Fox. Filmen regisseras av Troy Quane och Nick Bruno, med manus skrivet av Brad Copeland och Lloyd Taylor. Huvudrollernas röster kommer från Will Smith, Tom Holland, Rashida Jones, Ben Mendelsohn, Reba McEntire, Rachel Brosnahan, Karen Gillan, DJ Khaled, och Masi Oka.
Filmen hade biopremiär i Sverige den 31 januari 2020.

## Röster

### Engelska röster
- Will Smith – Lance Sterling[6]
- Tom Holland – Walter Beckett
- Ben Mendelsohn – Killian
- Rashida Jones – Marcy Kappel
- Reba McEntire – Joy Jenkins[7]
- Rachel Brosnahan – Wendy Beckett[7]
- Karen Gillan – Öga[8]
- DJ Khaled – Öra[8]
- Masi Oka – Katsu Kimura
- Carla Jimenez – Geraldine[9]

### Svenska röster[10]
- Michael Lindgren – Lance Sterling
- Jonas Bane – Walter Beckett
- Cecilia Wrangel – Marcy Kappel
- Jamil Drissi – Killian
- Christian Hedlund – Katsu Kimura
- Charlott Strandberg – Liv Larsson
- Dogge Doggelito – Öra
- Emma Lewin Segelström – Öga